# Franz Jacob Arand
Franz Jacob Arand (* 1742  oder 1747 in Heiligenstadt; † 1803 ebenda) war ein deutscher Mediziner.

## Leben
Franz Jacob Arand studierte Medizin, wurde 1765 an der Georg-August-Universität Göttingen promoviert und wirkte anschließend als Stadtphysicus in Heiligenstadt, Physicus des Ober-Eichsfeldes und Rat des Kurfürsten und Erzbischofs von Mainz Friedrich Karl Joseph von Erthal.
Am 16. März 1780 wurde Franz Jacob Arand mit dem akademischen Beinamen Damianus unter der Matrikel-Nr. 840 als Mitglied in die Leopoldina aufgenommen.

## Schriften
- Dissertatio Inauguralis Medica De Purpura Puerperarum. Hager, Goettingae 1765 (gdz.sub.uni-goettingen.de).
- Rettung der Kindbetterinnen gegen die Vorurtheile von der Schädlichkeit der Aderlässe und der Klystire, wie auch von Beförderung und Unterhaltung des Friesels. Vandenhöck, Göttingen 1769 (reader.digitale-sammlungen.de).
- Abhandlung von drei Krankheiten unter dem Volke im Jahre 1771 und 1772. nebst den mit denselben eingedrungenen Vorurtheilen und der dabey angewendeten Heilungsart. Vandenhöck, Göttingen 1773 (gdz.sub.uni-goettingen.de).